# Richard Hudson (Politiker)

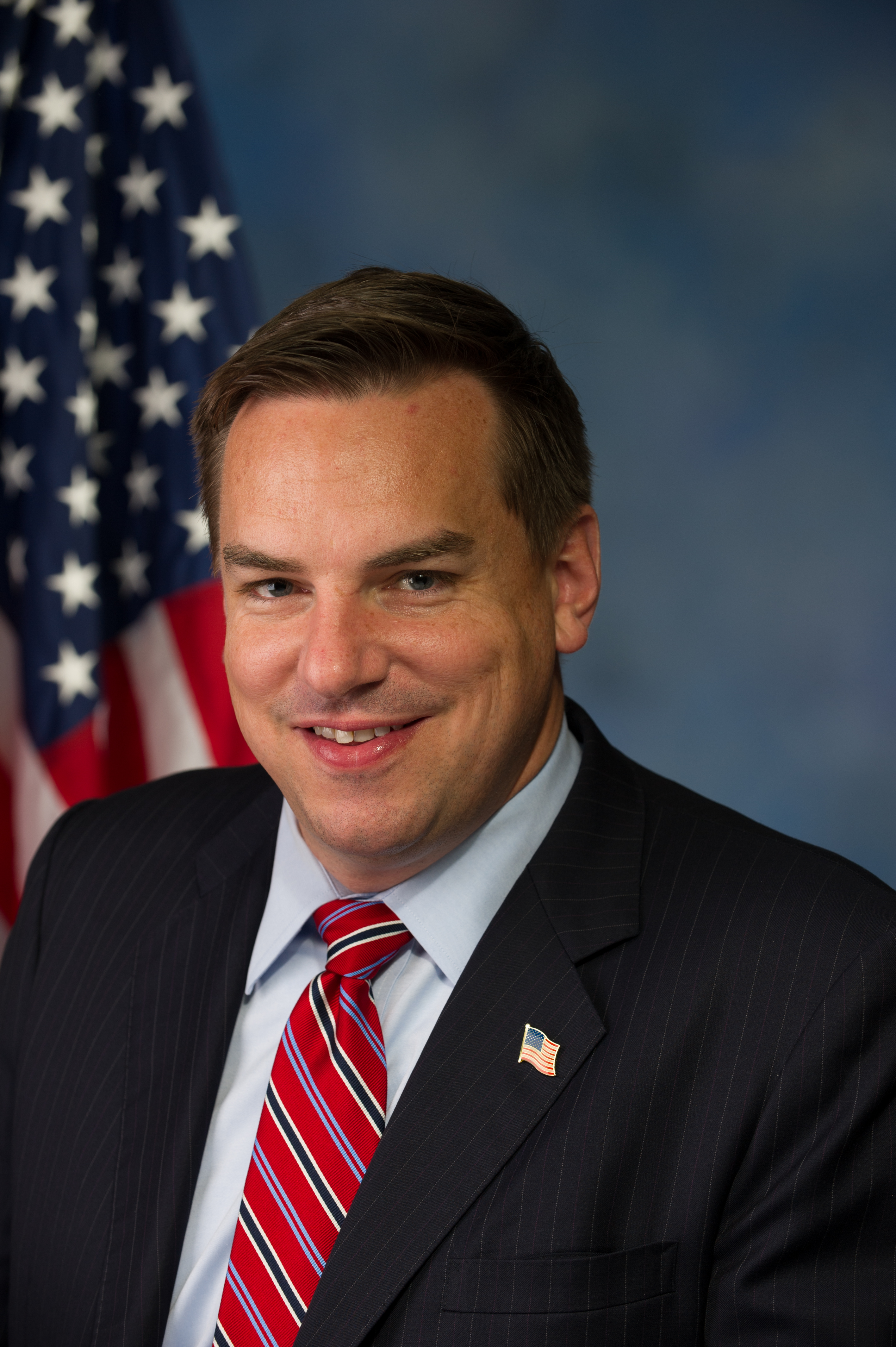
Richard Hudson (2013)

Richard Lane Hudson (* 4. November 1971 in Franklin, Virginia) ist ein US-amerikanischer Politiker der Republikanischen Partei. Seit 2013 vertritt er den Bundesstaat North Carolina im US-Repräsentantenhaus.

## Werdegang
Richard Hudson besuchte bis 1996 die Myers Park High School in Charlotte. Danach studierte er an der dortigen University of North Carolina. Er wurde zwischenzeitlich als freier Geschäftsmann tätig. Gleichzeitig schlug er als Mitglied der Republikanischen Partei eine politische Laufbahn ein. Zwischen 2000 und 2011 arbeitete er für verschiedene Kongressabgeordnete aus North Carolina und Texas. Im August 2012 hielt er eine Rede auf der Republican National Convention in Tampa.
Bei den Kongresswahlen im November desselben Jahres wurde Hudson im achten Wahlbezirk von North Carolina in das US-Repräsentantenhaus in Washington, D.C. gewählt, wo er am 3. Januar 2013 die Nachfolge des Demokraten Larry Kissell antrat, den er bei der Wahl geschlagen hatte. Er konnte alle folgenden vier Wahlen zwischen 2014 und 2024 gewinnen, Wobei er Seit der Wahl 2022 im neuter Kongresswahlbezirk antrat. Seine aktuelle Legislaturperiode im Repräsentantenhaus des 119. Kongresses läuft noch bis zum 3. Januar 2027.